# Občina Gornji Petrovci
Občina Gornji Petrovci (slovinsky Občina Gornji Petrovci) je jednou z 212 občin ve Slovinsku. Nachází se na severovýchodě státu v Pomurském regionu na území historického Zámuří. Občinu tvoří 14 sídel, její rozloha je 66,8 km² a k 1. lednu 2017 zde žilo 2 058 obyvatel. Správním střediskem občiny je vesnice Gornji Petrovci.

## Členění občiny
Občina se dělí na sídla:
- Adrijanci
- Boreča
- Gornji Petrovci
- Košarovci
- Križevci
- Kukeč
- Lucova
- Martinje
- Neradnovci
- Panovci
- Peskovci
- Stanjevci
- Šulinci
- Ženavlje

## Sousední občiny
Občina Gornji Petrovci sousedí s občinami: Šalovci na východě, Moravske Toplice na jihu, Puconci na jihozápadě, Grad a Kuzma na západě.